# Grand-Fougeray
Grand-Fougeray is een gemeente in het Franse departement Ille-et-Vilaine (regio Bretagne). De plaats maakt deel uit van het arrondissement Redon. Grand-Fougeray telde op 1 januari 2022 2.523 inwoners.

## Geografie
De oppervlakte van Grand-Fougeray bedroeg op 1 januari 2022 55,42 vierkante kilometer; de bevolkingsdichtheid was toen 45,5 inwoners per km².

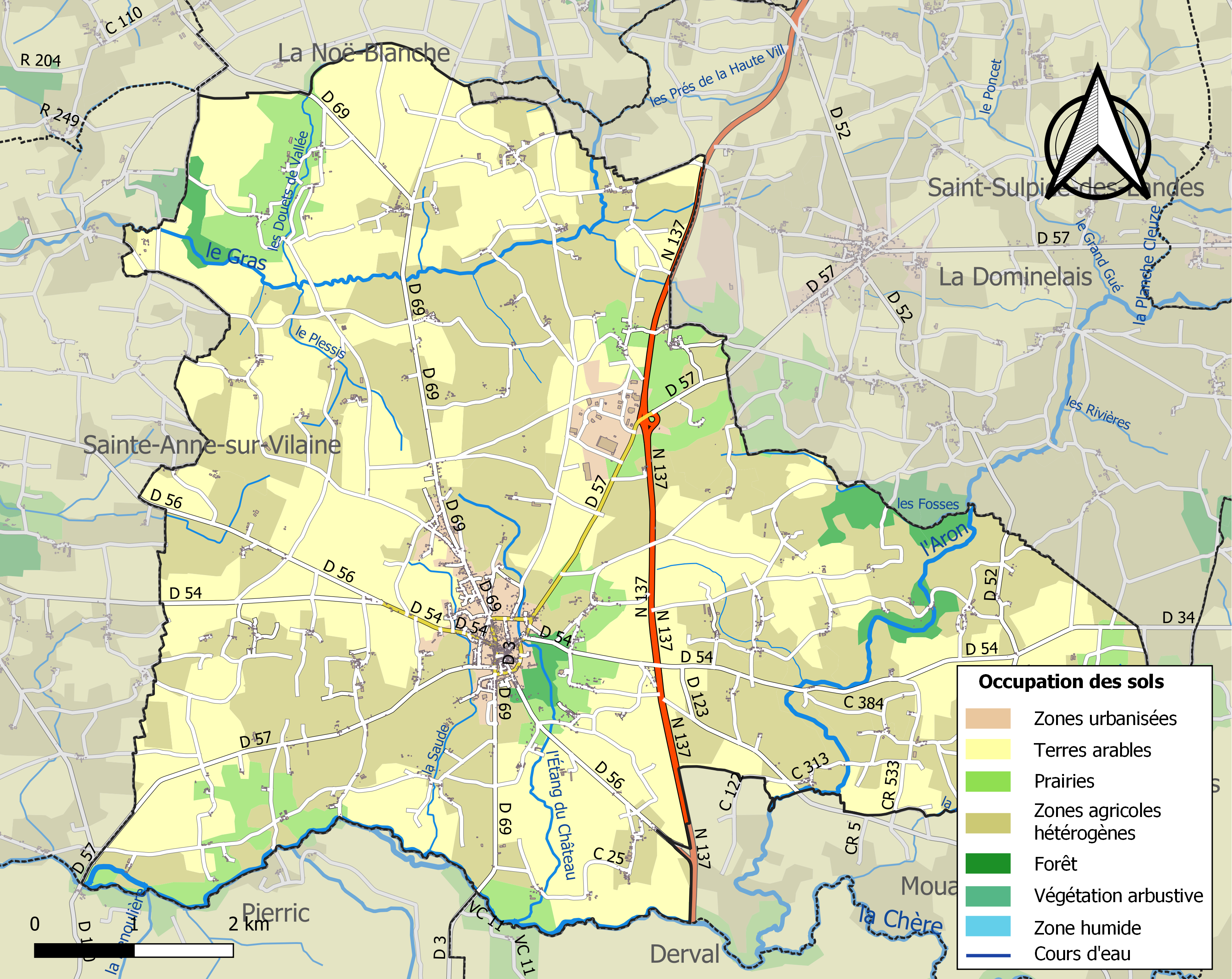
Kaart van de gemeente met belangrijkste infrastructuur, bodemgebruik en omliggende gemeenten

## Demografie
Onderstaande figuur toont het verloop van het inwonertal, bron: INSEE-tellingen. 